# Гайслінген (Цоллернальб)
Гайслінген (нім. Geislingen) — місто в Німеччині, знаходиться в землі Баден-Вюртемберг. Підпорядковується адміністративному округу Тюбінген. Входить до складу району Цоллернальб.
Площа — 31,95 км2. Населення становить 5875 ос. (станом на 31 грудня 2020).

## Географія

### Адміністративний поділ
Місто складається з таких районів:
| Герб   | Назва      | Населення |
| Wappen | Гайслінген | 4250      |
| -      | Бінсдорф   | 1250      |
| -      | Ерлагайм   | 523       |
| ------ | ---------- | --------- |